# Conopora unifacialis
Conopora unifacialis är en nässeldjursart som beskrevs av Stephen D. Cairns 1991. Conopora unifacialis ingår i släktet Conopora och familjen Stylasteridae. Inga underarter finns listade i Catalogue of Life.